# 秋田県道205号富根能代線
秋田県道205号富根能代線（あきたけんどう205ごう とみねのしろせん）は、秋田県能代市を通る一般県道である。

## 概要
JR東日本奥羽本線 富根駅近郊で国道7号から分岐し、すぐ北にある奥羽本線を渡り、米代川を渡る。富根橋の北で秋田県道64号能代二ツ井線と合流、能代市常盤字上本郷から秋田県道63号常盤峰浜線と重複し、米代川沿いを下流方面へ向かう。能代市朴瀬で県道63号・県道64号から分岐（直進）し、JR五能線と立体交差し、能代市落合を左折、米代川を再度渡る。能代市役所、能代駅前など能代市中心部を南下して国道7号交点に至る。

### 路線データ
- 総延長 : 18.179 km[2]
- 実延長 : 8.472 km[2]
- 起点 : 秋田県能代市二ツ井町飛根字高清水559番2地先（富根入口交差点、国道7号交点）[3]北緯40度13分7.17秒 東経140度10分38.16秒
- 終点 : 秋田県能代市豊祥岱1番26地先（豊祥岱交差点、国道7号・秋田県道210号金光寺能代線交点）[3]北緯40度11分28.41秒 東経140度1分44.93秒
- 未供用区間 : なし[2]

## 歴史
- 1959年（昭和34年）2月17日 - 秋田県道に認定される[3]。
- 1990年（平成2年）1月19日 - 終点を能代市落合字上谷地24番1地先（向能代交差点 = 国道101号交点[4]）から同市豊祥岱1番26地先（豊祥岱交差点 = 国道7号交点）に変更する[5]。

## 路線状況

### 重複区間
- 秋田県道206号山谷富根停車場線（能代市二ツ井町飛根（米代川左岸・富根橋南詰）・交点 - 能代市常盤・交点）
- 秋田県道64号能代二ツ井線（能代市二ツ井町飛根（米代川右岸・富根橋北詰）・交点 - 能代市朴瀬・朴瀬交差点）、9.1 km[2]
- 秋田県道63号常盤峰浜線（能代市常盤字上本郷・起点 - 能代市朴瀬・朴瀬交差点）
- 秋田県道143号石川向能代線（能代市向能代・交点 - 能代市落合・向能代交差点）、600 m[2]

### 冬期閉鎖区間
- なし[6]

### 交通不能区間
- なし[7]

## 地理

### 交差する道路
| 施設名         | 接続路線名                                                       | 備考                                               | 所在地                                                         |
| -------------- | ---------------------------------------------------------------- | -------------------------------------------------- | -------------------------------------------------------------- |
| 富根入口交差点 | 国道7号                                                          | 起点                                               | 能代市二ツ井町飛根字高清水                                     |
|                | 秋田県道206号山谷富根停車場線                                    |                                                    | 能代市二ツ井町飛根                                             |
|                | 秋田県道64号能代二ツ井線                                         | 県道206号 重複区間 以下県道64号重複区間            | 能代市二ツ井町飛根北緯40度13分31.13秒 東経140度10分17.92秒     |
|                | 秋田県道206号山谷富根停車場線                                    | 県道64号重複区間                                   | 能代市常盤北緯40度13分55.2秒 東経140度8分45秒                  |
|                | 秋田県道63号常盤峰浜線                                           | 県道63号起点 県道64号重複区間 以下県道63号重複区間 | 能代市常盤字上本郷北緯40度13分45.76秒 東経140度8分27.94秒      |
| 朴瀬交差点     | 秋田県道63号常盤峰浜線 秋田県道64号能代二ツ井線 能代山本広域農道 | 以上県道63号・64号重複区間                         | 能代市朴瀬北緯40度12分38.56秒 東経140度4分42.55秒              |
| - 向能代交差点 | 秋田県道143号石川向能代線                                        | 重複区間                                           | 能代市向能代 能代市落合北緯40度13分20.45秒 東経140度1分48.57秒 |
| 豊祥岱交差点   | 国道7号 秋田県道210号金光寺能代線                                | 終点 県道210号終点                                 | 能代市豊祥岱                                                   |

### 沿線の施設など
- JR東日本 奥羽本線 富根駅
- 能代郵便局
- 能代市役所
- JR東日本 五能線 能代駅
- 秋田県立能代松陽高等学校
- 能代市立能代第二中学校